# Crockett County (Texas)
Crockett County je okres ve státě Texas v USA. K roku 2010 zde žilo 3 719 obyvatel. Správním městem okresu je Ozona. Celková rozloha okresu činí 7 270 km².